# Atheist
Atheist (с англ. — «атеист») — американская дэт-метал-группа. В творчестве коллектива заметны влияния латиноамериканской музыки и джаз-фьюжна.

## История
Коллектив основан в 1984 году изначально под названием Oblivion. Впоследствии группа переименовалась в R.A.V.A.G.E. (Raging Atheists Vowing A Gory End — «Воинствующие атеисты, поклявшиеся устроить кровавый конец»), а затем и в Atheist.
Дебютный альбом Piece of Time записан в 1988 году и опубликован в Европе через год. Американское издание увидело свет только в 1990 году. В 1991 году бас-гитарист Роджер Паттерсон погиб в автомобильной аварии, и для записи второго альбома Unquestionable Presence был приглашён Тони Чой. В 1992 году произошёл первый перерыв в деятельности группы. Уже на следующий год состоялось воссоединение коллектива, тогда же вышла очередная запись Elements. Последовавший за этим второй роспуск связан с освобождением музыкантов от контрактных обязательств. Спустя семь лет по инициативе Келли Шейфера состоялось переиздание всех трёх альбомов с бонусными треками.
Шейфер играл вместе с Neurotica вплоть до 2002 года. Тони Чой участвовал в деятельности нескольких музыкальных проектов, в том числе Area 305, Pestilence и Cynic. В 2001 году Шейфер предпринял попытку возрождения группы в оригинальном составе. Однако Чой, занятый в других коллективах, отказался от участия, и потенциально мог быть заменён Кайлом Соколом из пригорода Тампа. Тем не менее, замысел Шейфера не был осуществлён, так как участники Neurotica были заняты на Ozzfest.
В конце 2005 году лейбл Relapse Records переиздал три альбома, а также выпустил комплект виниловых пластинок с материалом альбомов и демозаписью R.A.V.A.G.E. под названием On They Slay. Экс-ударник Стив Флинн в то же время основал новую группу Gnostic.
В январе 2006 года музыканты сообщили об объединении для совместного выступления летом и осенью того же года. В обновлённый состав вошли Шейфер, Бёрки, Чой и Флинн. Вклад Шейфера был ограничен вокалом, так как в течение долгого времени музыкант боролся с тендинитом и синдромом запястного канала. Все гитарные партии Шейфера исполнил участник Gnostic Сонни Карсон. Вскоре юридические трудности вынудили Бёрки покинуть группу. Он был заменён Крисом Бейкером, также музыкантом Gnostic.
12 июля 2008 года Шейфер опубликовал следующее сообщение:

[Я] отправляюсь в Атланту в следующую пятницу, чтобы сыграть с барабанщником ATHEIST и моим лучшим другом мистером Стивом Флинном, это станет нашей первой совместной записью с 1991 года, когда был записан Unquestionable Presence. Поэтому мне любопытно, как это будет звучать. Я знаю, что это будет безумно, у нас с Флинном есть формула, как создать звучание ATHEIST… так что будет забавно услышать как это звучит. И кто знает? Если всё пойдёт хорошо…?? Посмотрим, что будет..Оригинальный текст (англ.)[I'm] heading to Atlanta next Friday to jam with ATHEIST drummer and my best friend Mr. Steve Flynn, this will mark the first time we have written together since 1991's 'Unquestionable Presence'. So I am curious how it will sound. I know it will be sick, there is a formula that me and Flynn have that automatically sounds like ATHEIST...so it will be fun to hear what it will sound like. And who knows? If it it goes well...?? We will see what happens.

26 июля 2008 года Шейфер объявил о записи нового студийного альбома, который станет их первым продуктом за 17 лет. Также было объявлено о проведении турне по Европе и США (2009 года) в честь двадцатилетия публикации дебютной записи. После будет выпущен DVD с записью концерта.
11 июля 2010 года группа обнародовала название грядущего релиза, запланированного на ноябрь, — Jupiter. Возрождённый коллектив подписан контракт с лейблом Season of Mist. 3 августа 2010 года Шейфер и Флинн от имени группы объявили, что Тони Чой не примет участие в записи альбома, однако его появление в живых выступлениях вероятно. Альбом вышел 8 ноября 2010 года.

## Состав
- Келли Шейфер — вокал (1984—1994, 2006-н.в.), гитара (1984—1994)
- Стив Флинн — ударные (1984—1991, 2006-н.в.)
- Тони Чой — бас-гитара (1991, 1993—1994, 2006—2010, 2012-н.в.)
- Крис Мартин — гитара (2012-н.в.)
- Джейсон Холловэй — гитара (2011-н.в.)

### Бывшие участники
- Роджер Паттерсон — бас-гитара (1985—1991, умер)
- Крис Бейкер — гитара (2006—2012)
- Рэнд Бёрки — гитара (1988—1992, 1993—1994)
- Френк Эмми — гитара (1993)
- Джош Гринбаум — ударные (1993)
- Джонатан Томпсон — гитара (2009—2011, бас-гитара на альбоме Jupiter)

### Сессионные музыканты
- Даррен Макфарленд — бас-гитара (1991—1992)

## Дискография

### Студийные альбомы
- Piece of Time (1989)
- Unquestionable Presence[англ.] (1991)
- Elements[англ.] (1993)
- Jupiter[англ.] (2010)[11]

### Концертные альбомы
- Unquestionable Presence: Live at Wacken[англ.] (2009)

### Сплит-альбомы
Как R.A.V.A.G.E.
- Raging Death (1987)[12]

### Демозаписи
Как R.A.V.A.G.E.
- Rotting in Hell (1985)
- On They Slay (1987)
- Hell Hath No Mercy (1987)

Как Atheist
- Beyond (1988)